# Данэм, Джефф
Джефф Данэм (англ. Jeff Dunham) — американский кукольник-чревовещатель, известный по работе в жанре юмористической импровизации.

## Биография
Джефф Данэм родился 18 апреля 1962 года в городе Даллас штата Техас. Джефф был единственным ребёнком в семье; заниматься чревовещанием он начал с восьми лет.
В 1986 году Джефф окончил Университет Бэйлора в Уэйко (Техас).
В 1985 году Данэм появился в бродвейском шоу «Сахарные малышки» (англ. Sugar Babies) вместе с такими звёздами «Metro-Goldwyn-Mayer», как Микки Руни и Энн Миллер. Также он участвовал в вестберском музыкальном фестивале (англ. Westbury Music Fair), проходившем в Лонг-Айленде. И именно тогда Джефф определил различия своих выступлений на региональном уровне, когда нарочито латиноамериканские пассажи и шутки куклы Хосе не возымели в Лонг-Айленде того успеха, что в Техасе.
18 июля 2003 года Джефф Данэм появился с получасовым выступлением на шоу «Comedy Central Presents» (англ. CCP) канала Comedy Central. Это было его первое сольное выступление, принёсшее ему мировую известность.
C 13 октября 2012 года женат на Одри Мурдик. 11 октября 2015 года у пары родились мальчики двойняшки Джеймс Джеффри и Джек Стивен Данэм.

## Персонажи и творчество
Среди кукольных персонажей Данэма наиболее известными являются:
- Уолтер (англ. Walter) — марионетка ворчливого старика, бывшего сварщика и ветерана вьетнамской войны. Уолтер имеет негативный и саркастический взгляд на происходящие события.
- Орешек (англ. Peanut) — кукла сиреневого цвета (кожура), частично покрытая белым мехом, с пучком зеленых волос и кроссовком на левой ноге. Во время выступления Арахис объясняет, что он родился на маленьком острове Микронезии, а с Данэмом познакомился во Флориде. Поведение и юмор Арахиса не имеют какого-то определенного мотива, как другие куклы, сам Данэм описывает его как «непослушного ребёнка», который издевается как над самим Джеффом, так и над Хосе Халапеньо. Иногда во время выступления с Арахисом, Данэм использует свою уменьшенную кукольную копию (англ. Little Jeff)[2]
- Бабба Джей (англ. Bubba J) — типичный реднек, любящий выпить и являющийся представителем «белой швали», живущий в старом трейлере. На выступлении обыгрывается любовь Бубба Джи к низкосортному пиву и гонкам серийных автомобилей, и его низкий интеллект.
- Свит Дедди Ди (англ. Sweet Daddy D, рус. Сладкий папочка Д) — данный персонаж впервые появился на шоу Данэма «Споры с самим собой». Ди представляется менеджером Данэма, однако по поведенческой схеме является его «сутенёром».
- Хосе Халапеньо (англ. José Jalapeño) — перец халапеньо на палочке и в сомбреро. Хосе говорит с жутким испанским акцентом, и, как правило, «выступает» в паре с Арахисом, который высмеивает его латиноамериканские стереотипы. И хотя Хосе не самая первая марионетка Данэма, это первая кукла которую он сделал собственными руками.
- Мёртвый террорист Ахмед (англ. Achmed the Dead Terrorist) — кукла мёртвого террориста-смертника. При помощи Ахмеда, Данэм обыгрывает проблемы современного терроризма. Известен визгливой фразой «Silence! I kill you!» (рус. Молчать! Я убью вас!); впервые появился на шоу «Искры безумия», а затем и в «Очень Рождественском шоу», где исполнил песню-пародию «Jingle-bomb».
- Мелвин, парень-супергерой (англ. Melvin the Superhero Guy) — носит синий костюм супергероя, когда его спрашивают о его сверхчеловеческих способностях, он указывает, что у него рентгеновское зрение, добавляя: «Я люблю смотреть на олухов!». Однако у него, похоже, нет других способностей: когда Данхэм спрашивает, как далеко он может летать, он отвечает: «Как далеко ты можешь меня бросить?», а когда его спрашивают, может ли он остановить пулю, как Супермен, он отвечает: «Да. Один раз.».
- Советник Ларри (англ. Larry the Adviser) — кукла с всклокоченными рыжими волосами, большими выпученными глазами и сигаретой в одной руке. Джефф слегка встряхивает его, чтобы создать ощущение нервозности. Ларри постоянно на взводе.
- и другие.

## Выступления
Канал «Comedy Central» совместно с голливудской компанией Image Entertainment сняли несколько специальных авторских шоу Данэма, которые впоследствии были выпущены на DVD.
- «Джефф Данэм: Споры с самим собой» (англ. Jeff Dunham: Arguing with Myself), записано в 2006 году в Санта-Ане (Калифорния)[5].
- «Джефф Данэм: Искра безумия» (англ. Jeff Dunham: Spark of Insanity), записано в 2007 году в театре Warner (англ. Warner Theatre) (Вашингтон)[6].
- «Джефф Данэм: Очень рождественское шоу» (англ. Jeff Dunham: Very Special Christmas Special), записано в 2008 году в театре Pabst (англ. Pabst Theater) (Милуоки)[7]. 16 ноября 2008 года состоялась премьера на «Comedy Central», и шоу имело самый высокий рейтинг за всю историю канала[8][9].